# Древногръцко право
Правото на Древна Гърция или древногръцкото право е право от европейски тертип, т.е. носи индивидуалистичен, а не колективистичен древноизточен азиатски характер. Древногръцкото право играе значима роля при формирането, създаването и развитието на системата на римското право, което безспорно има най-важно значение в историята на правото.
Цицерон нееднократно отбелязва, че римляните са заимствали своето право от законите на Ликург и на Солон, но за разлика от римското право, древногръцкото, както между впрочем и древноегипетското, не е систематично, т.е. не оформя своя система на правото.

## Особености
В Древна Гърция всеки полис има свое автономно право, като постепенно се оформят редица универсални елементи, които позволяват да се анализира древногръцкото право като цяло, след като се маркират само особеностите в зависимост от демократичната или монархична форма на управление на древногръцките държавици.
Древногръцкото, както и древноримското, е светско право. До VII-VI век пр.н.е. на територията на Древна Гърция е в сила обичайното право, след което приоритет добиват писаните закони. Древните гърци пристъпили преди римляните към кодифицирането на обичайното си право, а трима юристи от бъдещата колегия на децемвирите в Древен Рим през 454/52 г. заминали за Гърция, за да проучат уредбата на нейното право, като след това се заели със създаването на римските писани закони — виж закони на дванадесетте таблици. През 5 век пр.н.е. древните гърци имали много развита философска и друга обществена мисъл, което способствало процеса на правотворчеството, но липсващата държава възпрепятствала развитието на правото. Древна Спарта въобще не е имала писани закони, а тяхната функция се запълвала от традицията. Законодателството в Атина, дотолкова доколкото може да се говори за такова, не е било обект на особено обществено внимание и грижи и по тази причина римското право се явило първата изцяло систематизирана правна система в историята.
Правоприлагането в Древна Гърция се облягало както на писаните закони, така и на обичаите и традицията и в този смисъл се наблюдава конкуренция между източниците на правото.
В исторически аспект в развитието на древногръцкото право се обособяват два етапа — първият е законодателната реформа на Ликург (Спарта) и на Солон, а през втория се приемат законите, регулиращи имуществените, поземлени, семейни, наследствени и други обществени отношения на частното право, и само отчасти засягащи наказателното и процесуалното право, което е обичайното, като съществуващото политическо и обществено устройство на древногръцките полиси не се засяга от това законодателството. От втория етап са законодателствата на Фидон, Филолай, Талес Халкедонски, Оксил, Залевк, Харонд, Дракон и Питак.
Първият древногръцки писан закон е на атинската република, и е създаден въз основа на обичайното право от архонтът Дракон през 621 г. пр.н.е. Т.нар. законодателство на Солон е най-значимото в историята на древногръцкото право, но според повечето изследователи то няма всеобхватен или компилативен характер.